# Qui a peur des monstres ? (film)
Pour les articles homonymes, voir Monster Mash.
Pour plus de détails, voir Fiche technique et Distribution.
Qui a peur des monstres ? (Monster Mash en VO) est un film d'animation italo-américain réalisé par Guido Manuli (it), sorti en 2000.

## Synopsis
Frank, Drac et Loup-Garou ne font plus peur à personne depuis longtemps. Convoqués devant le tribunal de l'épouvante, ils sont défiés d'effrayer une famille en moins de 24h, sinon quoi ils seront bannis à jamais, mais c'est sans compter leurs ennemis Freddy Spaghetti (inspiré de Freddy et Jason), Chucky la poupée (inspirée de la poupée du même nom) et Alien (inspiré du Xénomorphe de Ridley Scott). 

## Fiche technique
- Titre français : Monster Mash
- Réalisation : Guido Manuli
- Scénario : Guido Manuli et Judy Rothman Rofé
- Pays d'origine :  Italie |  États-Unis
- Genre : animation
- Durée : 64 minutes
- Date de sortie : 2000

## Distribution (voix originales)
- Ian James Corlett : Drac
- Janyse Jaud : Spike Tinklemeister / Mom Tinklemeister
- Jim Byrnes : le procureur
- Patricia Drake : Stella Tinklemeister
- David Sobolov : le monstre de Frankenstein
- Scott McNeil : le loup-garou
- French Tickner : Dracula